# Іловиця
І́ловиця (інші назви —  Ялови́ця, Ілавка ) — річка в Україні, в межах Кременецького району Тернопільської області та Дубенського району Рівненської області. Ліва притока Тартачки (басейн Прип'яті).

## Опис
Довжина 20 км. Річка типово рівнинна. Долина переважно широка і неглибока, в середній та нижній течії заліснена. Річище слабозвивисте, місцями каналізоване. 

## Розташування
Іловиця бере початок на північний схід від села Мала Іловиця, між пагорбами північно-східної частини Кременецьких гір. Тече спершу на захід, далі — на північний захід. 
У пониззі тече в межах Острозької долини. Впадає до Тартачки на північний схід від села Буща (зливається з річкою Замишівкою, даючи початок Тартачці). 
Над річкою розташовані села Мала Іловиця, Велика Іловиця, Антонівці.
- Неподалік від річки розташоване Уніас-городище.

## Зображення

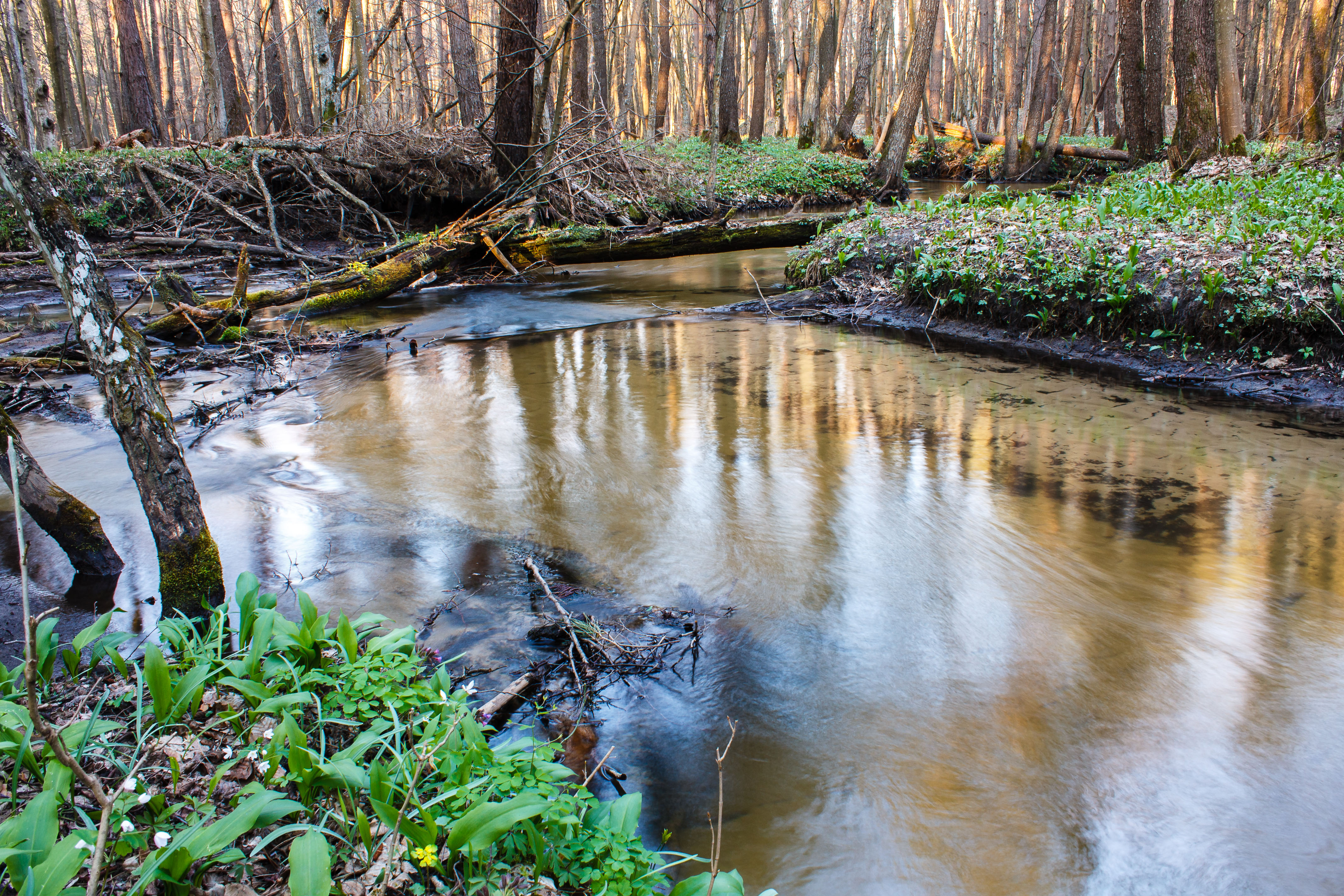
Річка Іловиця на схід від с. Буща
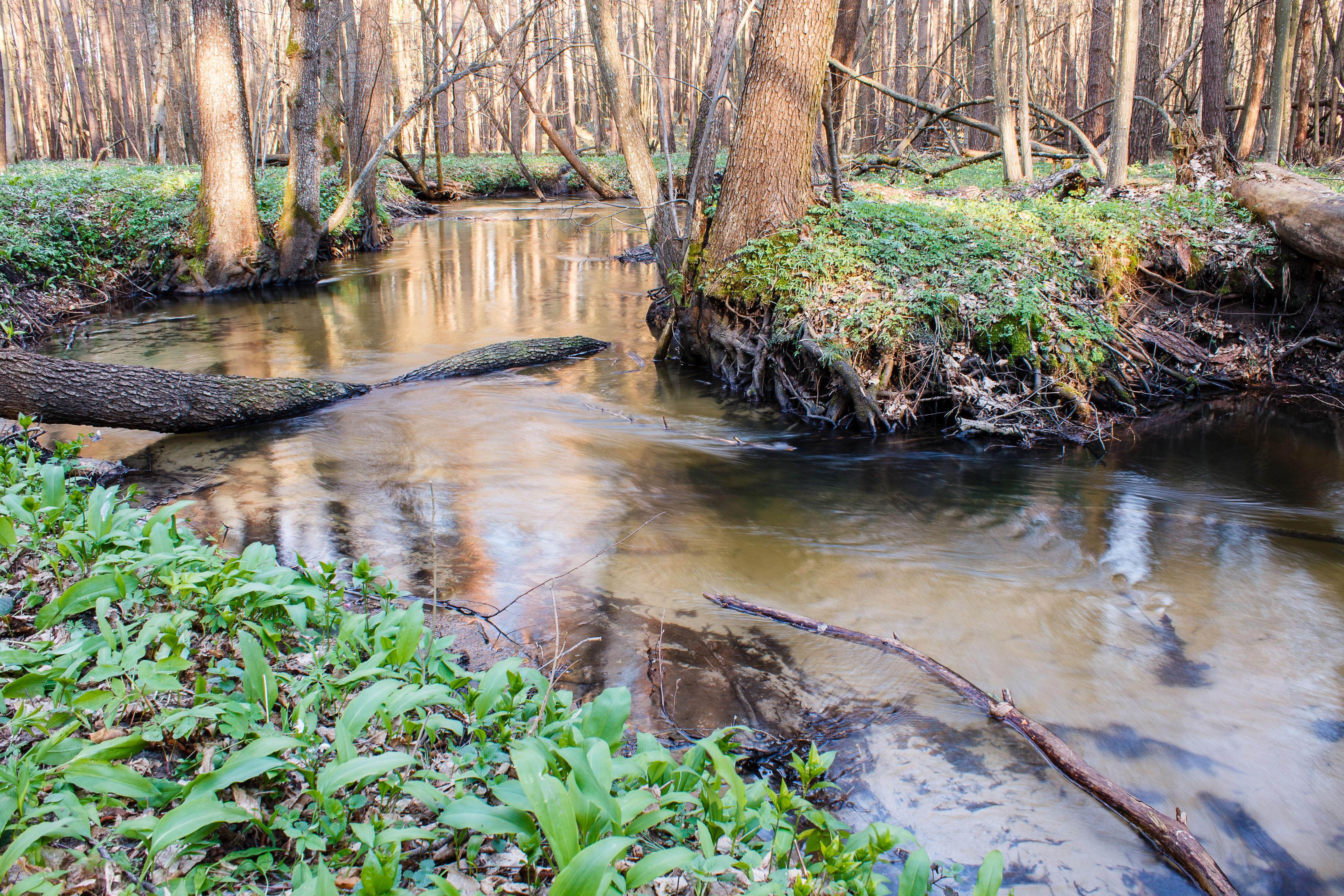
Річка Іловиця в межах Дубенського району.
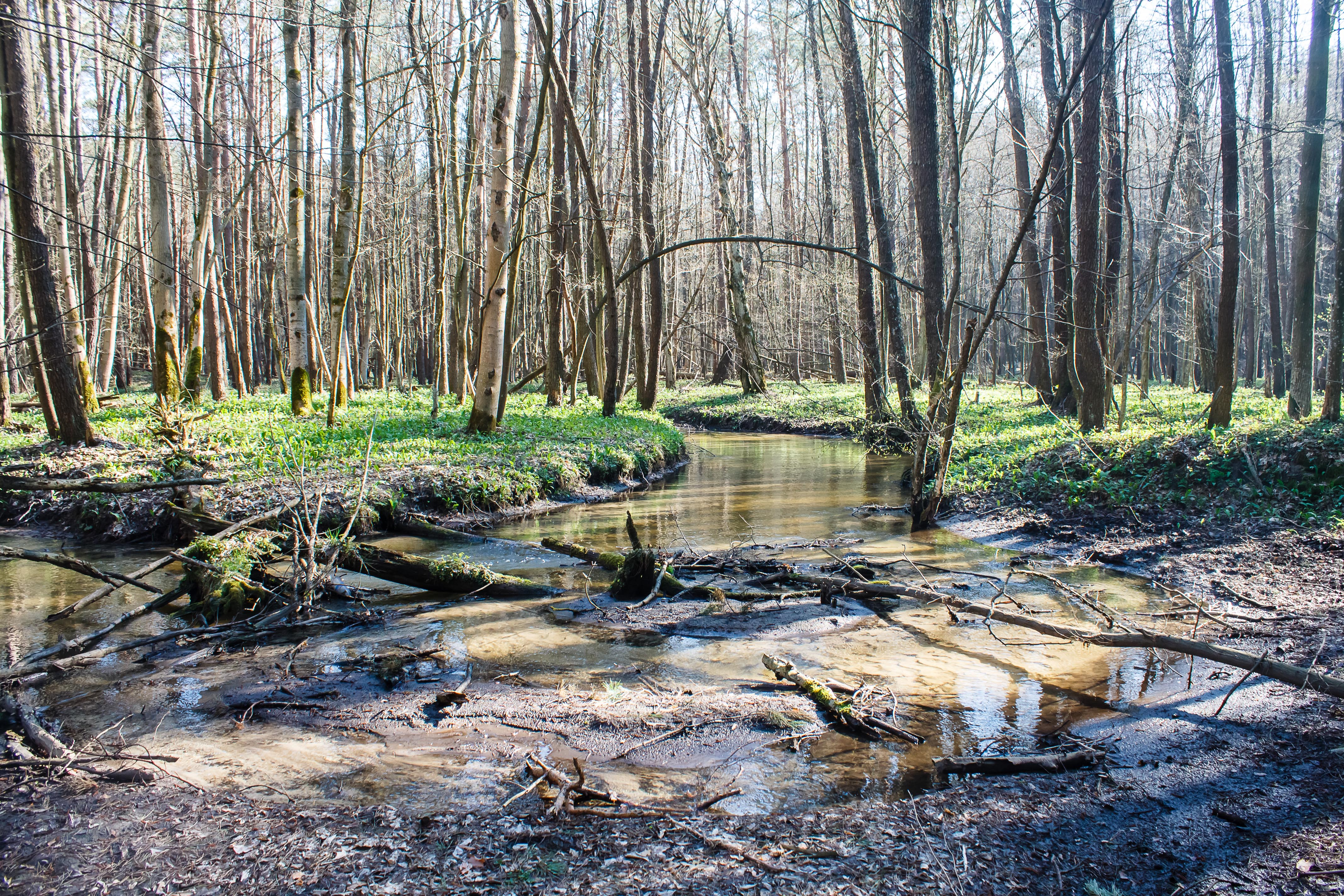
Річка Іловиця в березні 2014 року.
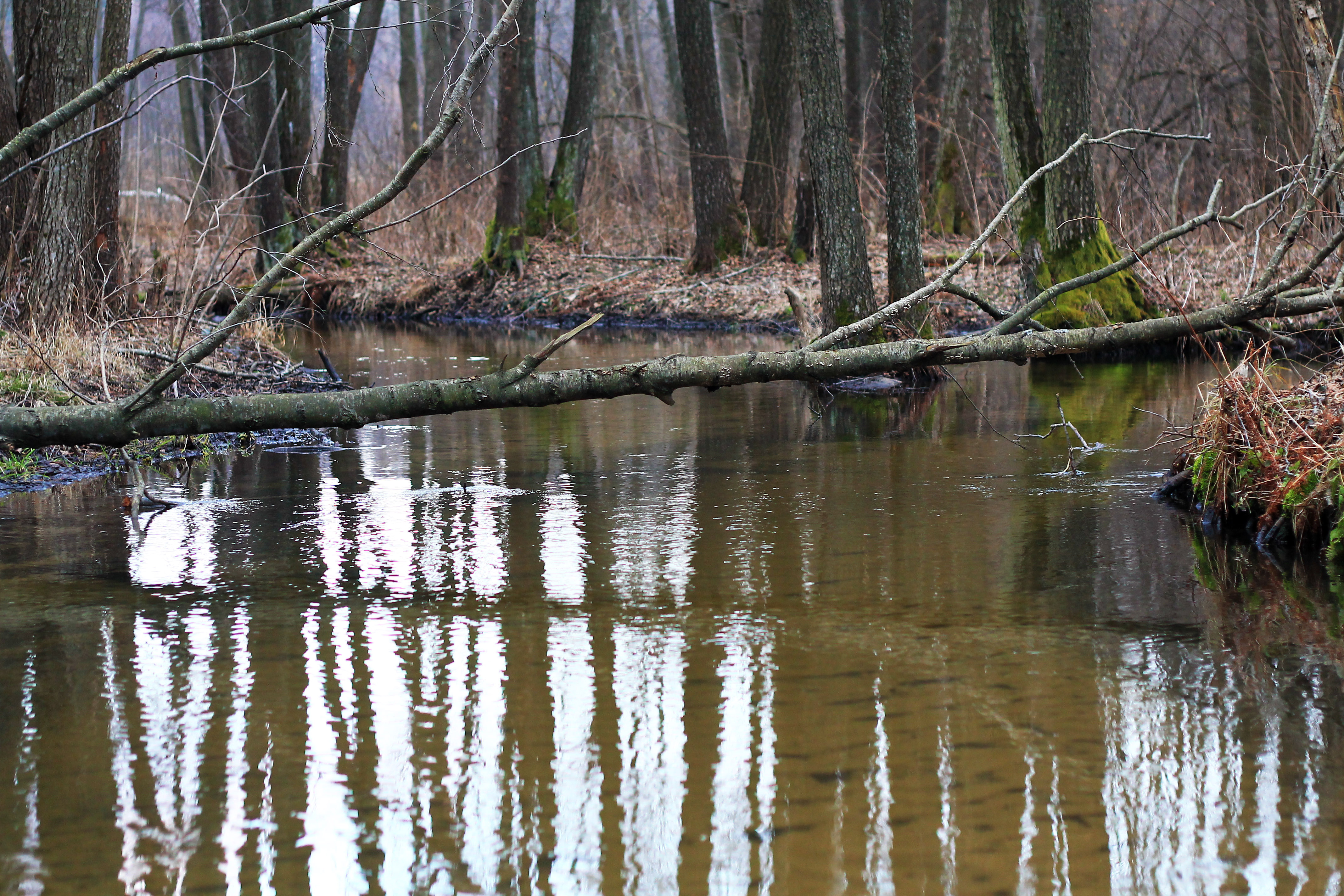
Річка Іловиця весною